# Nagy Norbert (rendező)
Nagy Norbert (Debrecen, 1991 –) magyar rendező, koreográfus, színész.

## Életpályája
2005–2009 között a debreceni Ady Endre Gimnázium tanulója volt. 2009–2014 között a Színház- és Filmművészeti Egyetem hallgatója volt, színházrendező szakon. 2014-től a Forte Társulatban dolgozik, mellette vállal vendégmunkákat is.

## Filmes és televíziós szerepei
- Jófiúk (2019) ...Mika
- Drága örökösök (2019)
- Genezis (2018) ...Zsolt
- Egynyári kaland (2017) ...Vendég a lángososnál
- Brazilok (2017) ...Kalános